# Lipsa

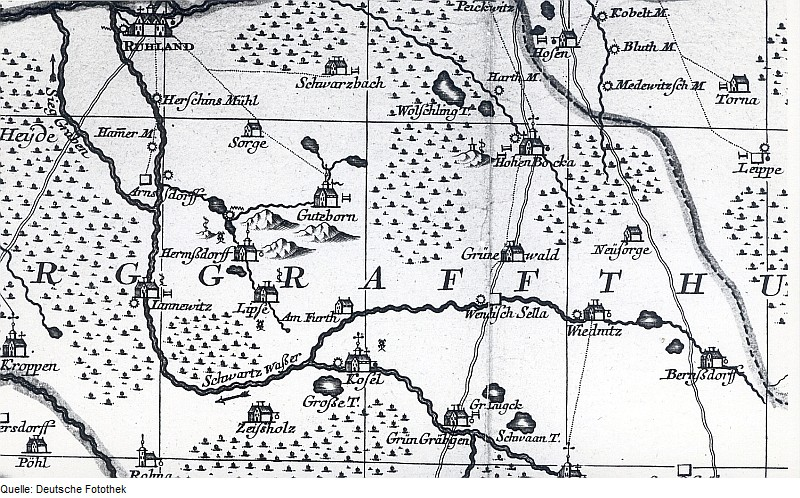
Lipsa, dargestellt in einer Karte aus dem Jahr 1757

Lipsa (sorbisch Lipsa) ist ein Ort im brandenburgischen Landkreis Oberspreewald-Lausitz unmittelbar an der Grenze zum sächsischen Landkreis Bautzen. Der Ort ist Teil der Gemeinde Hermsdorf im Amt Ruhland und wird zur Oberlausitz gerechnet. In Lipsa leben derzeit Stand: Juni 2008 240 Einwohner. Bürgermeister der Gemeinde ist der Parteilose Klaus-Peter Müller.

## Namensentwicklung
Der Name des Ortes entwickelte sich von Dlupsow (1455) über Liebsa (1489), Lipsse (1552), Lupsch (1569), Lips (1590), Lypsa (1604), Liepsa (1610) zum 1791 genannten Lipsa. Da der Ortsname den Nationalsozialisten zu slawisch klang, wurde er 1936 in Lindenort (abgeleitet vom sorbischen lipa für Linde) umbenannt. 1947 kam es zu Rückbenennung in Lipsa.

## Geschichte des Ortes und des Schlosses

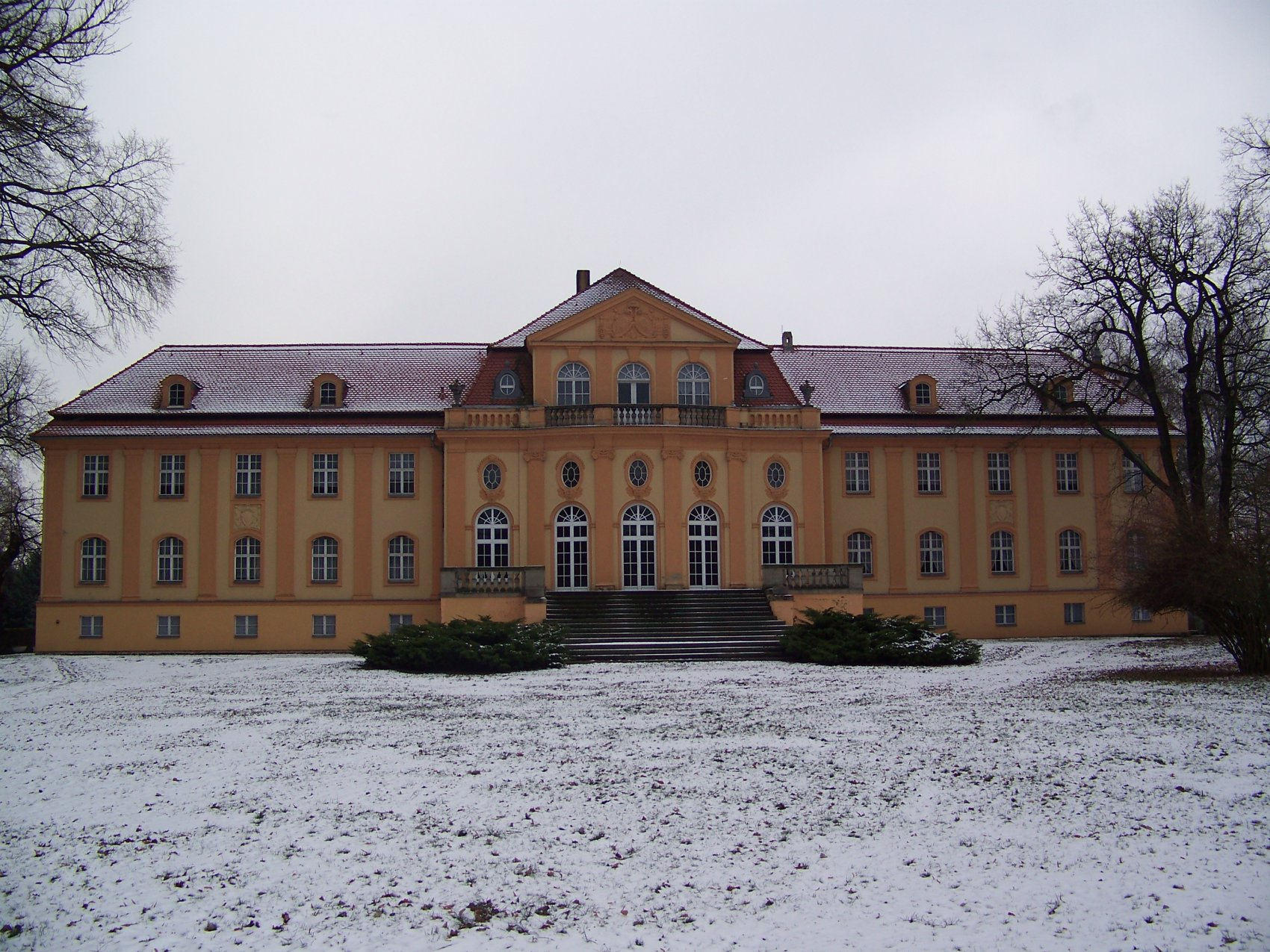
Schloss Lipsa, 2008

Das Straßenangerdorf Lipsa wurde 1455 erstmals erwähnt und gehörte zur Herrschaft Ruhland. Auf der Oberlausitz-Karte von Johann George Schreiber (1676–1750) liegt Lipsa am westlichen Rand des sorbischen Sprachgebietes, wird aber noch zu diesem gezählt.
Das Schloss Lipsa wurde 1680 erstmals erwähnt. Wolf Heinrich von Baudissin errichtete 1720 das heutige Gebäude, einen langgestreckten, rechteckigen, zweigeschossigen Bau mit Pilastergliederung und Mansardenwalmdach. Im Jahre 1864 übernahm Ernst Christian August von Gersdorff die Herrschaft über das Lipsaer Gut. Er verkaufte das Gut Lipsa und die Güter in Jannowitz und Hermsdorf an Leutnant Carl August Tölke. Es setzt ein häufiger Besitzerwechsel ein. Bis 1803 besaß Wilhelm Jacob Graf Redern Gut Lipsa und verkaufte es an Daniel Gottlob von Schmorl. Vor 1917 erwarb die spät nobilitierte Familie von Schumann das Gut in Lipsa, vertreten durch Dr. jur Paul von Schumann (1863–1939), Regierungsassessor in Potsdam und Rittmeister a. D., verheiratet seit 1891 mit Frieda von Levetzow. Der Wohnsitz war 1917 Berlin.
1937 wurde der Gutskomplex Lindenort als Herrschaft bezeichnet. 1942 betrug der Umfang des Gutes Lindenort nach dem Gothaischen Genealogischen Taschenbuch mit Hermsdorf und Jannowitz etwa 2282 ha. Im Gutshaus wohnten die Witwe Frieda, geborene von Levetzow, von den Nachfahren der zweite Sohn Konstantin von Schumann mit seiner zweiten Frau Kora von Watzdorf und den Kindern aus beiden Ehen, auch die seiner ersten 1930 verstorbenen Gattin Dorothea von Rantzau. Inwieweit in der Historie Lipsas ab 1942 ein Carl Maria von Eversfeldt eine konkrete Rolle spielt ist nach allen Erkenntnissen des Genealogischen Handbuch des Adels nicht näher definiert. Die Eigentümerfamilie von Schumann führte zeitgleich den Wohnort Lindenort.
Von 1945 bis in die 1990er-Jahre war ein Seniorenheim im Schloss untergebracht. Im Jahr 1992 erwarb „Burgenkönig“ Herbert Hillebrand aus Kerpen/Rheinland das zuvor von der Gemeinde im Fassadenbereich sanierte Schloss zusammen mit dem Wasserschloss Großkmehlen, das später in Landesbesitz überging. Eigentümer von Schloss Lipsa ist mittlerweile seine Tochter Anna Hillebrand.
Derzeit steht das Schloss leer. Es kann für Festlichkeiten (Hochzeiten) angemietet werden über das Standesamt der Gemeinde. Das Schloss gehört zu den Baudenkmalen der Gemeinde.
Im Jahre 1993 traten Lipsa und Hermsdorf dem Amt Ruhland bei.

## Kultur
Der Lipsaer Karnevalsverein baut seit Oktober 2007 das als Schlösschen bezeichnete ehemalige Kindergartengebäude zum Jugend- und Bürgerhaus Lipsa aus.

## Behörden
In Lipsa befindet sich die Oberförsterei Lipsa.

## Söhne und Töchter von Lipsa
Eberhard Matthes (1915–1998), ein Ehrenbürger von Elsterwerda, wurde in Lipsa geboren. Er war Lehrer, Stadtarchivar und Ortschronist in Elsterwerda.